# Exbury and Lepe
Exbury and Lepe is een civil parish in het bestuurlijke gebied New Forest, in het Engelse graafschap Hampshire met 174 inwoners.